# Saison 2021 de l'ATP
Cet article traite de la saison 2021 de tennis masculin. Pour la saison féminine, voir Saison 2021 de la WTA.
Pour des articles plus généraux, voir 2021 en tennis et ATP Tour.
Vainqueurs des tournois majeurs
Cet article rassemble les résultats des tournois de tennis masculin de la saison 2021. Celle-ci est constituée de 63 tournois individuels et 2 compétitions par équipes répartis en plusieurs catégories :
- 59 épreuves sont organisées par l'ATP : 
  - l'ATP Cup (compétition par équipes) ;
  - les Masters 1000, au nombre de 8 ;
  - les ATP 500, au nombre de 9 ;
  - les ATP 250, au nombre de 39 ;
  - les ATP Finals qui réunissent les huit meilleurs joueurs et paires au classement ATP Race en fin de saison ;
  - les Next Generation ATP Finals qui réunissent les huit meilleurs joueurs de moins de 21 ans au classement ATP Race en fin de saison ;
- 6 épreuves sont organisées par l'ITF :
  - les 4 tournois du Grand Chelem ;
  - les Jeux olympiques qui se déroulent à Tokyo ;
  - la Coupe Davis (compétition par équipes).

Comme la saison précédente, le calendrier est sensiblement perturbé à cause des mesures sanitaires engendrées par la pandémie de Covid-19.
Marin Čilić, Juan Martín del Potro, Novak Djokovic, Roger Federer, Daniil Medvedev, Andy Murray, Rafael Nadal, Dominic Thiem et Stanislas Wawrinka sont les joueurs en activité qui ont remporté au moins un tournoi du Grand Chelem en simple.

## Conséquences de la pandémie de Covid-19
Le début de la saison est complètement modifié à cause de la pandémie de Covid-19. Le 16 décembre 2020, l'ATP annonce l'annulation des tournois d'Auckland, de New York et de Pune et de celui de Rio de Janeiro. 
L'Open d'Australie est décalé de deux semaines par rapport à la date initiale et les qualifications sont organisées à Doha deux semaines avant le tournoi. Cette décision engendre le report à une date indéterminée du Masters 1000 d'Indian Wells. 
Le 20 janvier 2021, l'ATP annonce l'annulation du tournoi de Houston, la relocalisation du tournoi de Budapest à Belgrade, et la programmation de deux nouveaux tournois à Singapour et à Marbella.
Le 8 avril 2021, les organisateurs de Roland-Garros annoncent que le début du tournoi est reporté d'une semaine, à partir du 30 mai 2021, à cause des mesures sanitaires en France. Deux tournois sont ajoutés au calendrier la semaine du 23 mai 2021 : les tournois de Belgrade 2 et Parme. Le report de Roland-Garros entraîne l'annulation du tournoi de Bois-le-Duc qui devait se jouer du 7 au 13 juin 2021.
Le 20 mai 2021, l'ATP annonce que le tournoi d'Indian Wells aura lieu en octobre, tandis que le tournoi de Stockholm est reporté en novembre.
Plus tard dans la saison, les tournois du Maroc, de Chine, du Japon ainsi que celui de Bâle sont annulés, le Masters 1000 de Shanghai est pour l'instant reporté à une date ultérieure.
Le 9 août 2021, le Masters 1000 de Shanghai est définitivement annulé, ainsi que les tournois de Chengdu et Zhuhai. À la suite de l'annulation de la tournée asiatique, deux nouveaux tournois en format ATP 250 sont ajoutés à Nur-Sultan et San Diego.

## Nouveautés
Le Masters ou ATP Finals, après 12 éditions à Londres, est délocalisé à Turin. 
Tous les autres changements concernent des tournois ATP 250 et sont souvent liés à des aménagements du calendrier en lien avec la pandémie :
- Le tournoi d'Antalya refait son apparition dans le calendrier après une année d'interruption. Il ne se déroule plus sur gazon au moins de juin mais sur dur extérieur en début janvier.
- Le tournoi de Delray Beach, habituellement placé en février, se déroule début janvier.
- Les tournois de la tournée australienne sont regroupés à Melbourne pour éviter les risques de propagation du virus. Les tournois d'Adélaïde et d'Auckland sont remplacés par deux tournois à Melbourne (dur (ext.)).
- Les tournois de Singapour (dur (ext.)) et de Marbella (terre (ext.)) font leur apparition dans le calendrier.
- Le tournoi de Sardaigne, exceptionnellement joué en 2020, est reconduit pour une année supplémentaire en avril 2021 à Cagliari.
- Le tournoi de Serbie (terre (ext.)) refait son apparition pour la première fois depuis 2012 et se joue exceptionnellement deux fois au cours de la saison, en mai et en juin.
- Le tournoi de Parme (terre (ext.)) se joue exceptionnellement et pour la première fois de son histoire en mai 2021.
- Le tournoi de Majorque refait son apparition dans le calendrier pour la première fois depuis 2002. Il ne se déroule plus sur terre au mois d'avril mais sur gazon au moins de juin.
- Le tournoi d'Astana, exceptionnellement joué en 2020, est reconduit pour une année supplémentaire en septembre 2021.
- Le tournoi de San Diego (dur (ext.)) se joue exceptionnellement et pour la première fois de son histoire en septembre 2021.
- Le tournoi de Saint-Pétersbourg, exceptionnellement promu l'année passée en ATP 500 redevient un ATP 250.

## Classements

### Évolution du top 10
| Rang | Nom                | Points |
| ---- | ------------------ | ------ |
| 1    | Novak Djokovic     | 12 030 |
| 2    | Rafael Nadal       | 9 850  |
| 3    | Dominic Thiem      | 9 125  |
| 4    | Daniil Medvedev    | 8 470  |
| 5    | Roger Federer      | 6 630  |
| 6    | Stéfanos Tsitsipás | 5 925  |
| 7    | Alexander Zverev   | 5 525  |
| 8    | Andrey Rublev      | 4 119  |
| 9    | Diego Schwartzman  | 3 455  |
| 10   | Matteo Berrettini  | 3 075  |

| Rang | Nom                  | Points |
| ---- | -------------------- | ------ |
| 1    | Robert Farah         | 8 530  |
| 2    | Juan Sebastián Cabal | 8 440  |
| 3    | Horacio Zeballos     | 7 180  |
| 4    | Mate Pavić           | 6 950  |
| 5    | Wesley Koolhof       | 6 590  |
| 6    | Bruno Soares         | 6 430  |
| 7    | Nicolas Mahut        | 6 430  |
| 8    | Nikola Mektić        | 6 330  |
| 9    | Marcel Granollers    | 5 775  |
| 10   | Marcelo Melo         | 5 700  |
| 10   | Łukasz Kubot         | 5 700  |

| Rang | Nom                | Points |
| ---- | ------------------ | ------ |
| 1    | Novak Djokovic     | 11 540 |
| 2    | Daniil Medvedev    | 8 640  |
| 3    | Alexander Zverev   | 7 840  |
| 4    | Stéfanos Tsitsipás | 6 540  |
| 5    | Andrey Rublev      | 5 150  |
| 6    | Rafael Nadal       | 4 875  |
| 7    | Matteo Berrettini  | 4 568  |
| 8    | Casper Ruud        | 4 160  |
| 9    | Hubert Hurkacz     | 3 706  |
| 10   | Jannik Sinner      | 3 350  |

| Rang | Nom                   | Points |
| ---- | --------------------- | ------ |
| 1    | Mate Pavić            | 10 265 |
| 2    | Nikola Mektić         | 9 830  |
| 3    | Joe Salisbury         | 9 610  |
| 4    | Rajeev Ram            | 9 400  |
| 5    | Nicolas Mahut         | 7 735  |
| 6    | Horacio Zeballos      | 7 100  |
| 7    | Marcel Granollers     | 7 043  |
| 8    | Pierre-Hugues Herbert | 6 660  |
| 9    | Filip Polášek         | 6 460  |
| 10   | Juan Sebastián Cabal  | 5 525  |
| 10   | Robert Farah          | 5 525  |

### Statistiques du top 20
| Classement fin 2021 | Joueur                | Pays        | Points | Tournois joués | Classement fin 2020 | + élevé en 2021 | - élevé en 2021 | Évolution 2020-2021 |
| ------------------- | --------------------- | ----------- | ------ | -------------- | ------------------- | --------------- | --------------- | ------------------- |
| 1                   | Novak Djokovic        | Serbie      | 11 540 | 11             | 1                   | 1               | 1               | en stagnation       |
| 2                   | Daniil Medvedev       | Russie      | 8 640  | 17             | 4                   | 2               | 4               | 2                   |
| 3                   | Alexander Zverev      | Allemagne   | 7 840  | 18             | 7                   | 3               | 7               | 4                   |
| 4                   | Stéfanos Tsitsipás    | Grèce       | 6 540  | 21             | 6                   | 3               | 6               | 2                   |
| 5                   | Andrey Rublev         | Russie      | 5 150  | 22             | 8                   | 5               | 8               | 3                   |
| 6                   | Rafael Nadal          | Espagne     | 4 568  | 7              | 2                   | 2               | 6               | 4                   |
| 7                   | Matteo Berrettini     | Italie      | 5 525  | 14             | 10                  | 7               | 10              | 3                   |
| 8                   | Casper Ruud           | Norvège     | 4 160  | 22             | 27                  | 8               | 28              | 19                  |
| 9                   | Hubert Hurkacz        | Pologne     | 3 706  | 24             | 34                  | 9               | 37              | 25                  |
| 10                  | Jannik Sinner         | Italie      | 3 350  | 26             | 37                  | 9               | 36              | 27                  |
| 11                  | Félix Auger-Aliassime | Canada      | 3 308  | 23             | 21                  | 10              | 22              | 10                  |
| 12                  | Cameron Norrie        | Royaume-Uni | 2 945  | 25             | 71                  | 12              | 74              | 59                  |
| 13                  | Diego Schwartzman     | Argentine   | 2 625  | 22             | 9                   | 9               | 16              | 4                   |
| 14                  | Denis Shapovalov      | Canada      | 2 475  | 21             | 12                  | 10              | 19              | 2                   |
| 15                  | Dominic Thiem         | Autriche    | 2 425  | 8              | 3                   | 3               | 15              | 12                  |
| 16                  | Roger Federer         | Suisse      | 2 385  | 5              | 5                   | 5               | 16              | 11                  |
| 17                  | Cristian Garín        | Chili       | 2 353  | 18             | 22                  | 17              | 25              | 5                   |
| 18                  | Aslan Karatsev        | Russie      | 2 351  | 22             | 112                 | 15              | 114             | 94                  |
| 19                  | Roberto Bautista-Agut | Espagne     | 2 260  | 23             | 13                  | 10              | 21              | 6                   |
| 20                  | Pablo Carreño Busta   | Espagne     | 2 230  | 19             | 16                  | 11              | 20              | 4                   |

### Gains en tournois
| #  | Joueur             | Simple      | Double    | Total       |
| -- | ------------------ | ----------- | --------- | ----------- |
| 1  | Novak Djokovic     | 9 069 227 $ | 31,323 $  | 9 100 547 $ |
| 2  | Daniil Medvedev    | 7 466 284 $ | 14,987 $  | 7 481 271 $ |
| 3  | Alexander Zverev   | 6 361 173 $ | 59,171 $  | 6 420 344 $ |
| 4  | Stéfanos Tsitsipás | 3 503 608 $ | 75,547 $  | 3 579 155 $ |
| 5  | Andrey Rublev      | 3 131 467 $ | 199,911 $ | 3 331 378 $ |
| 6  | Matteo Berrettini  | 3 201 126 $ | 30,782 $  | 3 231 908 $ |
| 7  | Cameron Norrie     | 2 518 782 $ | 105,099 $ | 2 623 881 $ |
| 8  | Casper Ruud        | 2 230 592 $ | 84,037 $  | 2 314 629 $ |
| 9  | Hubert Hurkacz     | 2 173 247 $ | 140,042 $ | 2 313 289 $ |
| 10 | Jannik Sinner      | 2 159 534 $ | 73,665 $  | 2 233 199 $ |

## Palmarès
| Grand Chelem     |
| Jeux olympiques  |
| ATP Finals       |
| ATP Masters 1000 |
| ATP 500          |
| ATP 250          |

### Simple
| No | Date       | Nom et lieu du tournoi                          | Catégorie       | Dotation       | Surface      | Vainqueur             | Finaliste             | Score                   |         |
| --- | ---------- | ----------------------------------------------- | --------------- | -------------- | ------------ | --------------------- | --------------------- | ----------------------- | ------- |
| 1 | 07/01/2021 | Delray Beach Open by VITACOST.com, Delray Beach | ATP 250         | 349 530 $      | Dur (ext.)   | Hubert Hurkacz        | Sebastian Korda       | 6-3, 6-3                | Tableau |
| 2 | 07/01/2021 | Antalya Open, Antalya                           | ATP 250         | 300 000 €      | Dur (ext.)   | Alex de Minaur        | Alexander Bublik      | 2-0 ab.                 | Tableau |
| Pas de tournoi du 17 janvier au 30 janvier 2021, quarantaine obligatoire de 14 jours pour tous les joueurs voyageant en Australie |            |                                                 |                 |                |              |                       |                       |                         |         |
| 3 | 01/02/2021 | Great Ocean Road Open, Melbourne                | ATP 250         | 320 775 $      | Dur (ext.)   | Jannik Sinner         | Stefano Travaglia     | 7-64, 6-4               | Tableau |
| 4 | 01/02/2021 | Murray River Open, Melbourne                    | ATP 250         | 320 775 $      | Dur (ext.)   | Daniel Evans          | Félix Auger-Aliassime | 6-2, 6-3                | Tableau |
| 5 | 08/02/2021 | Australian Open, Melbourne                      | G. Chelem       | 32 790 000 AU$ | Dur (ext.)   | Novak Djokovic        | Daniil Medvedev       | 7-5, 6-2, 6-2           | Tableau |
| 6 | 22/02/2021 | Open Sud de France, Montpellier                 | ATP 250         | 419 470 €      | Dur (int.)   | David Goffin          | Roberto Bautista-Agut | 5-7, 6-4, 6-2           | Tableau |
| 7 | 22/02/2021 | Singapore Tennis Open, Singapour                | ATP 250         | 480 000 $      | Dur (ext.)   | Alexei Popyrin        | Alexander Bublik      | 4-6, 6-0, 6-2           | Tableau |
| 8 | 22/02/2021 | Córdoba Open, Córdoba                           | ATP 250         | 452 600 $      | Terre (ext.) | Juan Manuel Cerúndolo | Albert Ramos-Viñolas  | 6-0, 2-6, 6-2           | Tableau |
| 9 | 01/03/2021 | ABN AMRO World Tennis Tournament, Rotterdam     | ATP 500         | 1 176 695 €    | Dur (int.)   | Andrey Rublev         | Márton Fucsovics      | 7-64, 6-4               | Tableau |
| 10 | 01/03/2021 | Argentina Open, Buenos Aires                    | ATP 250         | 506 770 $      | Terre (ext.) | Diego Schwartzman     | Francisco Cerúndolo   | 6-1, 6-2                | Tableau |
| 11 | 08/03/2021 | Qatar ExxonMobil Open, Doha                     | ATP 250         | 1 050 570 $    | Dur (ext.)   | Nikoloz Basilashvili  | Roberto Bautista-Agut | 7-65, 6-2               | Tableau |
| 12 | 08/03/2021 | Open 13 Provence, Marseille                     | ATP 250         | 534 790 €      | Dur (int.)   | Daniil Medvedev       | Pierre-Hugues Herbert | 6-4, 64-7, 6-4          | Tableau |
| 13 | 08/03/2021 | Chile Dove Men+Care Open, Santiago              | ATP 250         | 500 345 $      | Terre (ext.) | Cristian Garín        | Facundo Bagnis        | 6-4, 6-73, 7-5          | Tableau |
| 14 | 14/03/2021 | Dubai Duty Free Tennis Championships, Dubaï     | ATP 500         | 1 897 805 $    | Dur (ext.)   | Aslan Karatsev        | Lloyd Harris          | 6-3, 6-2                | Tableau |
| 15 | 15/03/2021 | Abierto Mexicano Telcel por HSBC, Acapulco      | ATP 500         | 1 053 910 $    | Dur (ext.)   | Alexander Zverev      | Stéfanos Tsitsipás    | 6-4, 7-63               | Tableau |
| 16 | 24/03/2021 | Miami Open presented by Itaú, Miami             | Masters 1000    | 3 343 785 $    | Dur (ext.)   | Hubert Hurkacz        | Jannik Sinner         | 7-64, 6-4               | Tableau |
| 17 | 05/04/2021 | AnyTech365 Andalucia Open, Marbella             | ATP 250         | 408 800 €      | Terre (ext.) | Pablo Carreño Busta   | Jaume Munar           | 6-1, 2-6, 6-4           | Tableau |
| 18 | 05/04/2021 | Sardegna Open, Cagliari                         | ATP 250         | 408 800 €      | Terre (ext.) | Lorenzo Sonego        | Laslo Djere           | 2-6, 7-65, 6-4          | Tableau |
| 19 | 11/04/2021 | Rolex Monte-Carlo Masters, Monte-Carlo          | Masters 1000    | 2 082 960 €    | Terre (ext.) | Stéfanos Tsitsipás    | Andrey Rublev         | 6-3, 6-3                | Tableau |
| 20 | 19/04/2021 | Barcelona Open Banc Sabadell, Barcelone         | ATP 500         | 1 565 480 €    | Terre (ext.) | Rafael Nadal          | Stéfanos Tsitsipás    | 6-4, 6-76, 7-5          | Tableau |
| 21 | 19/04/2021 | Serbia Open, Belgrade                           | ATP 250         | 650 000 €      | Terre (ext.) | Matteo Berrettini     | Aslan Karatsev        | 6-1, 3-6, 7-60          | Tableau |
| 22 | 26/04/2021 | BMW Open, Munich                                | ATP 250         | 419 470 €      | Terre (ext.) | Nikoloz Basilashvili  | Jan-Lennard Struff    | 6-4, 7-65               | Tableau |
| 23 | 26/04/2021 | Millennium Estoril Open, Estoril                | ATP 250         | 419 470 €      | Terre (ext.) | Albert Ramos Viñolas  | Cameron Norrie        | 4-6, 6-3, 7-63          | Tableau |
| 24 | 02/05/2021 | Mutua Madrid Open, Madrid                       | Masters 1000    | 2 614 465 €    | Terre (ext.) | Alexander Zverev      | Matteo Berrettini     | 68-7, 6-4, 6-3          | Tableau |
| 25 | 09/05/2021 | Internazionali BNL d'Italia, Rome               | Masters 1000    | 2 082 960 €    | Terre (ext.) | Rafael Nadal          | Novak Djokovic        | 7-5, 1-6, 6-3           | Tableau |
| 26 | 16/05/2021 | Gonet Geneva Open, Genève                       | ATP 250         | 419 470 €      | Terre (ext.) | Casper Ruud           | Denis Shapovalov      | 7-66, 6-4               | Tableau |
| 27 | 16/05/2021 | Open Parc Auvergne-Rhône-Alpes Lyon, Lyon       | ATP 250         | 419 470 €      | Terre (ext.) | Stéfanos Tsitsipás    | Cameron Norrie        | 6-3, 6-3                | Tableau |
| 28 | 22/05/2021 | Belgrade Open, Belgrade                         | ATP 250         | 511 000 €      | Terre (ext.) | Novak Djokovic        | Alex Molčan           | 6-4, 6-3                | Tableau |
| 29 | 22/05/2021 | Emilia-Romagna Open, Parme                      | ATP 250         | 480 000 €      | Terre (ext.) | Sebastian Korda       | Marco Cecchinato      | 6-2, 6-4                | Tableau |
| 30 | 30/05/2021 | Roland-Garros, Paris                            | G. Chelem       | 17 171 108 €   | Terre (ext.) | Novak Djokovic        | Stéfanos Tsitsipás    | 6-7, 2-6, 6-3, 6-2, 6-4 | Tableau |
| 31 | 07/06/2021 | MercedesCup, Stuttgart                          | ATP 250         | 543 210 €      | Gazon (ext.) | Marin Čilić           | Félix Auger-Aliassime | 7-62, 6-3               | Tableau |
| 32 | 14/06/2021 | cinch Championships, Londres                    | ATP 500         | 1 290 135 €    | Gazon (ext.) | Matteo Berrettini     | Cameron Norrie        | 6-4, 65-7, 6-3          | Tableau |
| 33 | 14/06/2021 | Noventi Open, Halle                             | ATP 500         | 1 318 605 €    | Gazon (ext.) | Ugo Humbert           | Andrey Rublev         | 6-3, 7-64               | Tableau |
| 34 | 20/06/2021 | Mallorca Championships, Majorque                | ATP 250         | 720 000 €      | Gazon (ext.) | Daniil Medvedev       | Sam Querrey           | 6-4, 6-2                | Tableau |
| 35 | 21/06/2021 | Viking International Eastbourne, Eastbourne     | ATP 250         | 547 265 €      | Gazon (ext.) | Alex de Minaur        | Lorenzo Sonego        | 4-6, 6-4, 7-65          | Tableau |
| 36 | 28/06/2021 | The Championships, Wimbledon                    | G. Chelem       | 17 066 000 £   | Gazon (ext.) | Novak Djokovic        | Matteo Berrettini     | 64-7, 6-4, 6-4, 6-3     | Tableau |
| 37 | 12/07/2021 | Hall of Fame Open, Newport                      | ATP 250         | 466 870 $      | Gazon (ext.) | Kevin Anderson        | Jenson Brooksby       | 7-68, 6-4               | Tableau |
| 38 | 12/07/2021 | Hamburg European Open, Hambourg                 | ATP 500         | 1 030 900 €    | Terre (ext.) | Pablo Carreño Busta   | Filip Krajinović      | 6-2, 6-4                | Tableau |
| 39 | 12/07/2021 | Nordea Open, Båstad                             | ATP 250         | 419 470 €      | Terre (ext.) | Casper Ruud           | Federico Coria        | 6-3, 6-3                | Tableau |
| 40 | 19/07/2021 | Mifel Open, Cabo San Lucas                      | ATP 250         | 598 545 $      | Dur (ext.)   | Cameron Norrie        | Brandon Nakashima     | 6-2, 6-2                | Tableau |
| 41 | 19/07/2021 | Plava Laguna Croatia Open Umag, Umag            | ATP 250         | 419 470 €      | Terre (ext.) | Carlos Alcaraz        | Richard Gasquet       | 6-2, 6-2                | Tableau |
| 42 | 19/07/2021 | Swiss Open Gstaad, Gstaad                       | ATP 250         | 419 470 €      | Terre (ext.) | Casper Ruud           | Hugo Gaston           | 6-3, 6-2                | Tableau |
| 43 | 24/07/2021 | Summer Olympic Tennis Event, Tokyo              | J. olympiques   | NC $           | Dur (ext.)   | Alexander Zverev      | Karen Khachanov       | 6-3, 6-1                | Tableau |
| 44 | 26/07/2021 | Generali Open, Kitzbühel                        | ATP 250         | 419 470 €      | Terre (ext.) | Casper Ruud           | Pedro Martínez        | 6-1, 4-6, 6-3           | Tableau |
| 45 | 26/07/2021 | Truist Atlanta Open, Atlanta                    | ATP 250         | 555 995 $      | Dur (ext.)   | John Isner            | Brandon Nakashima     | 7-68, 7-5               | Tableau |
| 46 | 02/08/2021 | Citi Open, Washington D.C.                      | ATP 500         | 1 895 290 $    | Dur (ext.)   | Jannik Sinner         | Mackenzie McDonald    | 7-5, 4-6, 7-5           | Tableau |
| 47 | 09/08/2021 | National Bank Open Presented by Rogers, Toronto | Masters 1000    | 2 850 975 $    | Dur (ext.)   | Daniil Medvedev       | Reilly Opelka         | 6-4, 6-3                | Tableau |
| 48 | 15/08/2021 | Western & Southern Open, Cincinnati             | Masters 1000    | 4 845 025 $    | Dur (ext.)   | Alexander Zverev      | Andrey Rublev         | 6-2, 6-3                | Tableau |
| 49 | 22/08/2021 | Winston-Salem Open, Winston-Salem               | ATP 250         | 717 955 $      | Dur (ext.)   | Ilya Ivashka          | Mikael Ymer           | 6-0, 6-2                | Tableau |
| 50 | 30/08/2021 | US Open, Flushing Meadows                       | G. Chelem       | 27 200 000 $   | Dur (ext.)   | Daniil Medvedev       | Novak Djokovic        | 6-4, 6-4, 6-4           | Tableau |
| 51 | 20/09/2021 | Moselle Open, Metz                              | ATP 250         | 419 470 €      | Dur (int.)   | Hubert Hurkacz        | Pablo Carreño Busta   | 7-62, 6-3               | Tableau |
| 52 | 20/09/2021 | Astana Open, Nur-Sultan                         | ATP 250         | 480 000 $      | Dur (int.)   | Kwon Soon-woo         | James Duckworth       | 7-66, 6-3               | Tableau |
| 53 | 27/09/2021 | San Diego Open, San Diego                       | ATP 250         | 600 000 $      | Dur (ext.)   | Casper Ruud           | Cameron Norrie        | 6-0, 6-2                | Tableau |
| 54 | 27/09/2021 | Sofia Open, Sofia                               | ATP 250         | 419 470 €      | Dur (int.)   | Jannik Sinner         | Gaël Monfils          | 6-3, 6-4                | Tableau |
| 55 | 07/10/2021 | BNP Paribas Open, Indian Wells                  | Masters 1000    | 8 359 455 $    | Dur (ext.)   | Cameron Norrie        | Nikoloz Basilashvili  | 3-6, 6-4, 6-1           | Tableau |
| 56 | 18/10/2021 | European Open, Anvers                           | ATP 250         | 508 600 €      | Dur (int.)   | Jannik Sinner         | Diego Schwartzman     | 6-2, 6-2                | Tableau |
| 57 | 18/10/2021 | VTB Kremlin Cup, Moscou                         | ATP 250         | 697 125 $      | Dur (int.)   | Aslan Karatsev        | Marin Čilić           | 6-2, 6-4                | Tableau |
| 58 | 25/10/2021 | Erste Bank Open, Vienne                         | ATP 500         | 1 837 190 €    | Dur (int.)   | Alexander Zverev      | Frances Tiafoe        | 7-5, 6-4                | Tableau |
| 59 | 25/10/2021 | St. Petersburg Open, Saint-Pétersbourg          | ATP 250         | 863 705 $      | Dur (int.)   | Marin Čilić           | Taylor Fritz          | 7-63, 4-6, 6-4          | Tableau |
| 60 | 01/11/2021 | Rolex Paris Masters, Paris                      | Masters 1000    | 2 603 700 €    | Dur (int.)   | Novak Djokovic        | Daniil Medvedev       | 4-6, 6-3, 6-3           | Tableau |
| 61 | 07/11/2021 | Stockholm Open, Stockholm                       | ATP 250         | 635 750 €      | Dur (int.)   | Tommy Paul            | Denis Shapovalov      | 6-4, 2-6, 6-4           | Tableau |
| 62 | 09/11/2021 | Next Gen ATP Finals, Milan                      | Next Gen Finals | 1 300 000 $    | Dur (int.)   | Carlos Alcaraz        | Sebastian Korda       | 4-35, 4-2, 4-2          | Tableau |
| 63 | 14/11/2021 | Nitto ATP Finals, Turin                         | Masters         | 7 250 000 $    | Dur (int.)   | Alexander Zverev      | Daniil Medvedev       | 6-4, 6-4                | Tableau |

### Double
| No | Date       | Nom et lieu du tournoi                         | Catégorie     | Dotation       | Surface      | Vainqueurs                            | Finalistes                             | Score               |         |
| --- | ---------- | ---------------------------------------------- | ------------- | -------------- | ------------ | ------------------------------------- | -------------------------------------- | ------------------- | ------- |
| 1 | 07/01/2021 | Delray Beach Open by VITACOST.com Delray Beach | ATP 250       | 349 530 $      | Dur (ext.)   | Ariel Behar Gonzalo Escobar           | Christian Harrison Ryan Harrison       | 65-7, 7-64, [10-4]  | Tableau |
| 2 | 07/01/2021 | Antalya Open Antalya                           | ATP 250       | 300 000 €      | Dur (ext.)   | Nikola Mektić Mate Pavić              | Ivan Dodig Filip Polášek               | 6-2, 6-4            | Tableau |
| Pas de tournoi du 17 janvier au 30 janvier 2021, quarantaine obligatoire de 14 jours pour tous les joueurs voyageant en Australie |            |                                                |               |                |              |                                       |                                        |                     |         |
| 3 | 31/01/2021 | Great Ocean Road Open Melbourne                | ATP 250       | 320 775 $      | Dur (ext.)   | Jamie Murray Bruno Soares             | Juan Sebastián Cabal Robert Farah      | 6-3, 7-67           | Tableau |
| 4 | 31/01/2021 | Murray River Open Melbourne                    | ATP 250       | 320 775 $      | Dur (ext.)   | Nikola Mektić Mate Pavić              | Jérémy Chardy Fabrice Martin           | 7-62, 6-3           | Tableau |
| 5 | 08/02/2021 | Australian Open Melbourne                      | G. Chelem     | 32 790 000 AU$ | Dur (ext.)   | Ivan Dodig Filip Polášek              | Rajeev Ram Joe Salisbury               | 6-3, 6-4            | Tableau |
| 6 | 22/02/2021 | Open Sud de France Montpellier                 | ATP 250       | 419 470 €      | Dur (int.)   | Henri Kontinen Édouard Roger-Vasselin | Jonathan Erlich Andrei Vasilevski      | 6-2, 7-5            | Tableau |
| 7 | 22/02/2021 | Singapore Tennis Open Singapour                | ATP 250       | 480 000 $      | Dur (ext.)   | Sander Gillé Joran Vliegen            | Matthew Ebden John-Patrick Smith       | 6-2, 6-3            | Tableau |
| 8 | 22/02/2021 | Córdoba Open Córdoba                           | ATP 250       | 452 600 $      | Terre (ext.) | Rafael Matos Felipe Meligeni Alves    | Romain Arneodo Benoît Paire            | 6-4, 6-1            | Tableau |
| 9 | 01/03/2021 | ABN AMRO World Tennis Tournament Rotterdam     | ATP 500       | 1 176 695 €    | Dur (int.)   | Nikola Mektić Mate Pavić              | Kevin Krawietz Horia Tecău             | 7-67, 6-2           | Tableau |
| 10 | 01/03/2021 | Argentina Open Buenos Aires                    | ATP 250       | 506 770 $      | Terre (ext.) | Tomislav Brkić Nikola Čačić           | Ariel Behar Gonzalo Escobar            | 6-3, 7-5            | Tableau |
| 11 | 08/03/2021 | Qatar ExxonMobil Open Doha                     | ATP 250       | 1 050 570 $    | Dur (ext.)   | Aslan Karatsev Andrey Rublev          | Marcus Daniell Philipp Oswald          | 7-5, 6-4            | Tableau |
| 12 | 08/03/2021 | Open 13 Provence Marseille                     | ATP 250       | 534 790 €      | Dur (int.)   | Lloyd Glasspool Harri Heliövaara      | Sander Arends David Pel                | 7-5, 7-64           | Tableau |
| 13 | 08/03/2021 | Chile Dove Men+Care Open Santiago              | ATP 250       | 500 345 $      | Terre (ext.) | Simone Bolelli Máximo González        | Federico Delbonis Jaume Munar          | 7-64, 6-4           | Tableau |
| 14 | 14/03/2021 | Dubai Duty Free Tennis Championships Dubaï     | ATP 500       | 1 897 805 $    | Dur (ext.)   | Juan Sebastián Cabal Robert Farah     | Nikola Mektić Mate Pavić               | 7-60, 7-64          | Tableau |
| 15 | 15/03/2021 | Abierto Mexicano Telcel por HSBC Acapulco      | ATP 500       | 1 053 910 $    | Dur (ext.)   | Ken Skupski Neal Skupski              | Marcel Granollers Horacio Zeballos     | 7-63, 6-4           | Tableau |
| 16 | 24/03/2021 | Miami Open presented by Itaú Miami             | Masters 1000  | 3 343 785 $    | Dur (ext.)   | Nikola Mektić Mate Pavić              | Daniel Evans Neal Skupski              | 6-4, 6-4            | Tableau |
| 17 | 05/04/2021 | AnyTech365 Andalucia Open Marbella             | ATP 250       | 408 800 €      | Terre (ext.) | Ariel Behar Gonzalo Escobar           | Tomislav Brkić Nikola Čačić            | 6-2, 6-4            | Tableau |
| 18 | 05/04/2021 | Cagliari Open Cagliari                         | ATP 250       | 408 800 €      | Terre (ext.) | Lorenzo Sonego Andrea Vavassori       | Simone Bolelli Andrés Molteni          | 6-3, 6-4            | Tableau |
| 19 | 11/04/2021 | Rolex Monte-Carlo Masters Monte-Carlo          | Masters 1000  | 2 082 960 €    | Terre (ext.) | Nikola Mektić Mate Pavić              | Daniel Evans Neal Skupski              | 6-3, 4-6, [10-7]    | Tableau |
| 20 | 19/04/2021 | Barcelona Open Banc Sabadell Barcelone         | ATP 500       | 1 565 480 €    | Terre (ext.) | Juan Sebastián Cabal Robert Farah     | Kevin Krawietz Horia Tecău             | 6-4, 6-2            | Tableau |
| 21 | 19/04/2021 | Serbia Open Belgrade                           | ATP 250       | 650 000 €      | Terre (ext.) | Ivan Sabanov Matej Sabanov            | Ariel Behar Gonzalo Escobar            | 6-3, 7-65           | Tableau |
| 22 | 26/04/2021 | BMW Open Munich                                | ATP 250       | 419 470 €      | Terre (ext.) | Wesley Koolhof Kevin Krawietz         | Sander Gillé Joran Vliegen             | 4-6, 6-4, [10-5]    | Tableau |
| 23 | 26/04/2021 | Millennium Estoril Open Estoril                | ATP 250       | 419 470 €      | Terre (ext.) | Hugo Nys Tim Pütz                     | Luke Bambridge Dominic Inglot          | 7-5, 3-6, [10-3]    | Tableau |
| 24 | 02/05/2021 | Mutua Madrid Open Madrid                       | Masters 1000  | 2 614 465 €    | Terre (ext.) | Marcel Granollers Horacio Zeballos    | Nikola Mektić Mate Pavić               | 1-6, 6-3, [10-8]    | Tableau |
| 25 | 09/05/2021 | Internazionali BNL d'Italia Rome               | Masters 1000  | 2 082 960 €    | Terre (ext.) | Nikola Mektić Mate Pavić              | Rajeev Ram Joe Salisbury               | 6-4, 7-64           | Tableau |
| 26 | 16/05/2021 | Gonet Geneva Open Genève                       | ATP 250       | 419 470 €      | Terre (ext.) | John Peers Michael Venus              | Simone Bolelli Máximo González         | 6-2, 7-5            | Tableau |
| 27 | 16/05/2021 | Open Parc Auvergne-Rhône-Alpes Lyon Lyon       | ATP 250       | 419 470 €      | Terre (ext.) | Hugo Nys Tim Pütz                     | Pierre-Hugues Herbert Nicolas Mahut    | 6-4, 5-7, [10-8]    | Tableau |
| 28 | 22/05/2021 | Belgrade Open Belgrade                         | ATP 250       | 511 000 €      | Terre (ext.) | Jonathan Erlich Andrei Vasilevski     | André Göransson Rafael Matos           | 6-4, 6-1            | Tableau |
| 29 | 22/05/2021 | Emilia-Romagna Open Parme                      | ATP 250       | 480 000 €      | Terre (ext.) | Simone Bolelli Máximo González        | Oliver Marach Aisam-Ul-Haq Qureshi     | 6-3, 6-3            | Tableau |
| 30 | 30/05/2021 | Roland-Garros Paris                            | G. Chelem     | 17 171 108 €   | Terre (ext.) | Pierre-Hugues Herbert Nicolas Mahut   | Alexander Bublik Andrey Golubev        | 4-6, 7-61, 6-4      | Tableau |
| 31 | 07/06/2021 | MercedesCup Stuttgart                          | ATP 250       | 543 210 €      | Gazon (ext.) | Marcelo Demoliner Santiago González   | Ariel Behar Gonzalo Escobar            | 4-6, 6-3, [10-8]    | Tableau |
| 32 | 14/06/2021 | cinch Championships Londres                    | ATP 500       | 1 290 135 €    | Gazon (ext.) | Pierre-Hugues Herbert Nicolas Mahut   | Reilly Opelka John Peers               | 6-4, 7-5            | Tableau |
| 33 | 14/06/2021 | Noventi Open Halle                             | ATP 500       | 1 318 605 €    | Gazon (ext.) | Kevin Krawietz Horia Tecău            | Félix Auger-Aliassime Hubert Hurkacz   | 7-64, 6-4           | Tableau |
| 34 | 20/06/2021 | Mallorca Championships Majorque                | ATP 250       | 720 000 €      | Gazon (ext.) | Simone Bolelli Máximo González        | Novak Djokovic Carlos Gómez-Herrera    | Forfait             | Tableau |
| 35 | 21/06/2021 | Viking International Eastbourne Eastbourne     | ATP 250       | 547 265 €      | Gazon (ext.) | Nikola Mektić Mate Pavić              | Rajeev Ram Joe Salisbury               | 6-4, 6-3            | Tableau |
| 36 | 28/06/2021 | The Championships Wimbledon                    | G. Chelem     | 17 066 000 £   | Gazon (ext.) | Nikola Mektić Mate Pavić              | Marcel Granollers Horacio Zeballos     | 6-4, 7-65, 2-6, 7-5 | Tableau |
| 37 | 12/07/2021 | Hall of Fame Open Newport                      | ATP 250       | 466 870 $      | Gazon (ext.) | William Blumberg Jack Sock            | Austin Krajicek Vasek Pospisil         | 6-2, 7-63           | Tableau |
| 38 | 12/07/2021 | Hamburg European Open Hambourg                 | ATP 500       | 1 030 900 €    | Terre (ext.) | Tim Pütz Michael Venus                | Kevin Krawietz Horia Tecău             | 6-3, 63-7, [10-8]   | Tableau |
| 39 | 12/07/2021 | Nordea Open Båstad                             | ATP 250       | 419 470 €      | Terre (ext.) | Sander Arends David Pel               | Andre Begemann Albano Olivetti         | 6-4, 6-2            | Tableau |
| 40 | 19/07/2021 | Mifel Open Cabo San Lucas                      | ATP 250       | 598 545 $      | Dur (ext.)   | Hans Hach Verdugo John Isner          | Hunter Reese Sem Verbeek               | 5-7, 6-2, [10-4]    | Tableau |
| 41 | 19/07/2021 | Plava Laguna Croatia Open Umag Umag            | ATP 250       | 419 470 €      | Terre (ext.) | Fernando Romboli David Vega Hernández | Tomislav Brkić Nikola Čačić            | 6-3, 7-5            | Tableau |
| 42 | 19/07/2021 | Swiss Open Gstaad Gstaad                       | ATP 250       | 419 470 €      | Terre (ext.) | Marc-Andrea Hüsler Dominic Stricker   | Szymon Walków Jan Zieliński            | 6-1, 7-67           | Tableau |
| 43 | 24/07/2021 | Summer Olympic Tennis Event Tokyo              | J. olympiques | NC $           | Dur (ext.)   | Nikola Mektić · Mate Pavić            | Marin Čilić · Ivan Dodig               | 6-4, 3-6, [10-6]    | Tableau |
| 44 | 26/07/2021 | Generali Open Kitzbühel                        | ATP 250       | 419 470 €      | Terre (ext.) | Alexander Erler Lucas Miedler         | Roman Jebavý Matwé Middelkoop          | 7-5, 7-65           | Tableau |
| 45 | 26/07/2021 | Truist Atlanta Open Atlanta                    | ATP 250       | 555 995 $      | Dur (ext.)   | Reilly Opelka Jannik Sinner           | Steve Johnson Jordan Thompson          | 6-4, 66-7, [10-3]   | Tableau |
| 46 | 02/08/2021 | Citi Open Washington D.C.                      | ATP 500       | 1 895 290 $    | Dur (ext.)   | Raven Klaasen Ben McLachlan           | Neal Skupski Michael Venus             | 7-64, 6-4           | Tableau |
| 47 | 09/08/2021 | National Bank Open Presented by Rogers Toronto | Masters 1000  | 2 850 975 $    | Dur (ext.)   | Rajeev Ram Joe Salisbury              | Nikola Mektić Mate Pavić               | 6-3, 4-6, [10-3]    | Tableau |
| 48 | 15/08/2021 | Western & Southern Open Cincinnati             | Masters 1000  | 4 845 025 $    | Dur (ext.)   | Marcel Granollers Horacio Zeballos    | Steve Johnson Austin Krajicek          | 7-65, 7-65          | Tableau |
| 49 | 22/08/2021 | Winston-Salem Open Winston-Salem               | ATP 250       | 717 955 $      | Dur (ext.)   | Marcelo Arévalo Matwé Middelkoop      | Ivan Dodig Austin Krajicek             | 65-7, 7-5, [10-6]   | Tableau |
| 50 | 30/08/2021 | US Open Flushing Meadows                       | G. Chelem     | 27 200 000 $   | Dur (ext.)   | Rajeev Ram Joe Salisbury              | Jamie Murray Bruno Soares              | 3-6, 6-2, 6-2       | Tableau |
| 51 | 20/09/2021 | Moselle Open Metz                              | ATP 250       | 419 470 €      | Dur (int.)   | Hubert Hurkacz Jan Zieliński          | Hugo Nys Arthur Rinderknech            | 7-5, 6-3            | Tableau |
| 52 | 20/09/2021 | Astana Open Nur-Sultan                         | ATP 250       | 480 000 $      | Dur (int.)   | Santiago González Andrés Molteni      | Jonathan Erlich Andrei Vasilevski      | 6-1, 6-2            | Tableau |
| 53 | 27/09/2021 | San Diego Open San Diego                       | ATP 250       | 600 000 $      | Dur (ext.)   | Joe Salisbury Neal Skupski            | John Peers Filip Polášek               | 7-62, 3-6, [10-5]   | Tableau |
| 54 | 27/09/2021 | Sofia Open Sofia                               | ATP 250       | 419 470 €      | Dur (int.)   | Jonny O'Mara Ken Skupski              | Oliver Marach Philipp Oswald           | 6-3, 6-4            | Tableau |
| 55 | 07/10/2021 | BNP Paribas Open Indian Wells                  | Masters 1000  | 8 359 455 $    | Dur (ext.)   | John Peers Filip Polášek              | Aslan Karatsev Andrey Rublev           | 6-3, 7-65           | Tableau |
| 56 | 18/10/2021 | European Open Anvers                           | ATP 250       | 508 600 €      | Dur (int.)   | Nicolas Mahut Fabrice Martin          | Wesley Koolhof Jean-Julien Rojer       | 6-0, 6-1            | Tableau |
| 57 | 18/10/2021 | VTB Kremlin Cup Moscou                         | ATP 250       | 697 125 $      | Dur (int.)   | Harri Heliövaara Matwé Middelkoop     | Tomislav Brkić Nikola Čačić            | 7-5, 4-6, [11-9]    | Tableau |
| 58 | 25/10/2021 | Erste Bank Open Vienne                         | ATP 500       | 1 837 190 €    | Dur (int.)   | Juan Sebastián Cabal Robert Farah     | Rajeev Ram Joe Salisbury               | 6-4, 6-2            | Tableau |
| 59 | 25/10/2021 | St. Petersburg Open Saint-Pétersbourg          | ATP 250       | 863 705 $      | Dur (int.)   | Jamie Murray Bruno Soares             | Andrey Golubev Hugo Nys                | 6-3, 6-4            | Tableau |
| 60 | 01/11/2021 | Rolex Paris Masters Paris                      | Masters 1000  | 2 603 700 €    | Dur (int.)   | Tim Pütz Michael Venus                | Pierre-Hugues Herbert Nicolas Mahut    | 6-3, 64-7, [11-9]   | Tableau |
| 61 | 07/11/2021 | Stockholm Open Stockholm                       | ATP 250       | 635 750 €      | Dur (int.)   | Santiago González Andrés Molteni      | Aisam-Ul-Haq Qureshi Jean-Julien Rojer | 6-2, 6-2            | Tableau |
| 62 | 14/11/2021 | Nitto ATP Finals Turin                         | Masters       | 7 250 000 $    | Dur (int.)   | Pierre-Hugues Herbert Nicolas Mahut   | Rajeev Ram Joe Salisbury               | 6-4, 7-60           | Tableau |

### Double mixte
| No | Date       | Nom et lieu du tournoi            | Catégorie     | Dotation   | Surface      | Vainqueurs                        | Finalistes                     | Score              |         |
| -- | ---------- | --------------------------------- | ------------- | ---------- | ------------ | --------------------------------- | ------------------------------ | ------------------ | ------- |
| 1  | 08/02/2021 | Australian Open Melbourne         | G. Chelem     | 617 000 A$ | Dur (ext.)   | Barbora Krejčíková Rajeev Ram     | Samantha Stosur Matthew Ebden  | 6-4, 6-1           | Tableau |
| 2  | 30/05/2021 | Roland-Garros Paris               | G. Chelem     | 395 000 €  | Terre (ext.) | Desirae Krawczyk Joe Salisbury    | Elena Vesnina Aslan Karatsev   | 2-6, 6-4, [10-5]   | Tableau |
| 3  | 28/06/2021 | The Championships Wimbledon       | G. Chelem     | 368 000 £  | Gazon (ext.) | Desirae Krawczyk Neal Skupski     | Harriet Dart Joe Salisbury     | 6-2, 7-61          | Tableau |
| 4  | 24/07/2021 | Summer Olympic Tennis Event Tokyo | J. olympiques | NC $       | Dur (ext.)   | A. Pavlyuchenkova · Andrey Rublev | Elena Vesnina · Aslan Karatsev | 6-3, 65-7, [13-11] | Tableau |
| 5  | 30/08/2021 | US Open Flushing Meadows          | G. Chelem     | 638 000 $  | Dur (ext.)   | Desirae Krawczyk Joe Salisbury    | Giuliana Olmos Marcelo Arévalo | 7-5, 6-2           | Tableau |

### Compétitions par équipes
|  | Équipe 1 | Score | Équipe 2 |  |
|  | Russie   | 2 – 0 | Italie   |  |

| Ordre des matchs | Joueurs                           | Points au premier set | Points au second set | Points au troisième set |
| ---------------- | --------------------------------- | --------------------- | -------------------- | ----------------------- |
| 1                | Andrey Rublev                     | 6                     | 6                    |                         |
| 1                | Fabio Fognini                     | 1                     | 2                    |                         |
|                  |                                   |                       |                      |                         |
| 2                | Daniil Medvedev                   | 6                     | 6                    |                         |
| 2                | Matteo Berrettini                 | 4                     | 2                    |                         |
|                  |                                   |                       |                      |                         |
| 3                | Evgeny Donskoy - Aslan Karatsev   | Non                   | joué                 |                         |
| 3                | Simone Bolelli - Andrea Vavassori |                       |                      |                         |

|  | Équipe 1 | Score | Équipe 2 |  |
|  | Russie   | 2 – 0 | Croatie  |  |

| Ordre des matchs | Joueurs                        | Points au premier set | Points au second set | Points au troisième set |
| ---------------- | ------------------------------ | --------------------- | -------------------- | ----------------------- |
| 1                | Andrey Rublev                  | 6                     | 7                    |                         |
| 1                | Borna Gojo                     | 4                     | 65                   |                         |
|                  |                                |                       |                      |                         |
| 2                | Daniil Medvedev                | 7                     | 6                    |                         |
| 2                | Marin Čilić                    | 67                    | 2                    |                         |
|                  |                                |                       |                      |                         |
| 3                | Aslan Karatsev - Andrey Rublev | Non                   | joué                 |                         |
| 3                | Nikola Mektić - Mate Pavić     |                       |                      |                         |

## Informations statistiques
Ne comptant pas au palmarès officiel des joueurs, les Next Generation ATP Finals ne figurent pas dans cette section.
| Catégorie \ Surface | Dur    | Terre | Gazon | Total  |
| Grand Chelem        | 2      | 1     | 1     | 4      |
| Jeux olympiques     | 1      | 0     | 0     | 1      |
| ATP Finals          | 1(1)   | 0     | 0     | 1(1)   |
| ATP Masters 1000    | 5(1)   | 3     | 0     | 8(1)   |
| ATP 500             | 5(2)   | 2     | 2     | 9(2)   |
| ATP 250             | 19(9)  | 16    | 4     | 39(9)  |
| Total               | 33(13) | 22    | 7     | 62(13) |

Entre parenthèses le nombre de tournois se déroulant en intérieur.

### En simple
| Joueur         | Période                   | Semaines | Cumul |
| -------------- | ------------------------- | -------- | ----- |
| Novak Djokovic | 1er janvier - 31 décembre | 52       | 52    |

| Joueur                | Nombre | Titre(s)                                                             |
| --------------------- | ------ | -------------------------------------------------------------------- |
| Alexander Zverev      | 6      | Acapulco, Madrid, Jeux olympiques, Cincinnati, Vienne, Masters       |
| Novak Djokovic        | 5      | Open d'Australie, Belgrade II, Roland-Garros, Wimbledon, Paris-Bercy |
| Casper Ruud           | 5      | Genève, Båstad, Gstaad, Kitzbühel, San Diego                         |
| Daniil Medvedev       | 4      | Marseille, Majorque, Toronto, US Open                                |
| Jannik Sinner         | 4      | Melbourne I, Washington, Sofia, Anvers                               |
| Hubert Hurkacz        | 3      | Delray Beach, Miami, Metz                                            |
| Nikoloz Basilashvili  | 2      | Doha, Munich                                                         |
| Matteo Berrettini     | 2      | Belgrade I, Queen's                                                  |
| Pablo Carreño Busta   | 2      | Marbella, Hambourg                                                   |
| Marin Čilić           | 2      | Stuttgart, Saint-Pétersbourg                                         |
| Alex de Minaur        | 2      | Antalya, Eastbourne                                                  |
| Aslan Karatsev        | 2      | Dubaï, Moscou                                                        |
| Rafael Nadal          | 2      | Barcelone, Rome                                                      |
| Cameron Norrie        | 2      | Cabo San Lucas, Indian Wells                                         |
| Stéfanos Tsitsipás    | 2      | Monte-Carlo, Lyon                                                    |
| Carlos Alcaraz        | 1      | Umag                                                                 |
| Kevin Anderson        | 1      | Newport                                                              |
| Juan Manuel Cerúndolo | 1      | Córdoba                                                              |
| Daniel Evans          | 1      | Melbourne II                                                         |
| Cristian Garín        | 1      | Santiago                                                             |
| David Goffin          | 1      | Montpellier                                                          |
| Ugo Humbert           | 1      | Halle                                                                |
| John Isner            | 1      | Atlanta                                                              |
| Ilya Ivashka          | 1      | Winston-Salem                                                        |
| Sebastian Korda       | 1      | Parme                                                                |
| Alexei Popyrin        | 1      | Singapour                                                            |
| Tommy Paul            | 1      | Stockholm                                                            |
| Albert Ramos-Viñolas  | 1      | Estoril                                                              |
| Andrey Rublev         | 1      | Rotterdam                                                            |
| Diego Schwartzman     | 1      | Buenos Aires                                                         |
| Kwon Soon-woo         | 1      | Astana                                                               |
| Lorenzo Sonego        | 1      | Cagliari                                                             |

| Joueur                | Début de carrière | Premier titre  |
| --------------------- | ----------------- | -------------- |
| Carlos Alcaraz        | 2018              | Umag           |
| Juan Manuel Cerúndolo | 2019              | Córdoba        |
| Daniel Evans          | 2007              | Melbourne II   |
| Ilya Ivashka          | 2014              | Winston-Salem  |
| Aslan Karatsev        | 2012              | Dubaï          |
| Sebastian Korda       | 2018              | Parme          |
| Cameron Norrie        | 2017              | Cabo San Lucas |
| Alexei Popyrin        | 2016              | Singapour      |
| Tommy Paul            | 2015              | Stockholm      |
| Kwon Soon-woo         | 2015              | Astana         |

| Pays           | Total | Nombre par surface | Nombre par surface | Nombre par surface | Titre(s)                                                              |
| Pays           | Total | Dur                | Terre              | Gazon              | Titre(s)                                                              |
| Italie         | 7     | 4                  | 2                  | 1                  | Melbourne I, Cagliari, Belgrade I, Queen's, Washington, Sofia, Anvers |
| Russie         | 7     | 6                  | 0                  | 1                  | Rotterdam, Marseille, Dubaï, Majorque, Toronto, US Open, Moscou       |
| Allemagne      | 6     | 5                  | 1                  | 0                  | Acapulco, Madrid, Jeux olympiques, Cincinnati, Vienne, Masters        |
| Espagne        | 6     | 0                  | 6                  | 0                  | Marbella, Barcelone, Estoril, Rome, Hambourg, Umag                    |
| Norvège        | 5     | 1                  | 4                  | 0                  | Genève, Båstad, Gstaad, Kitzbühel, San Diego                          |
| Serbie         | 5     | 2                  | 2                  | 1                  | Open d'Australie, Belgrade II, Roland-Garros, Wimbledon, Paris-Bercy  |
| Australie      | 3     | 2                  | 0                  | 1                  | Antalya, Singapour, Eastbourne                                        |
| États-Unis     | 3     | 2                  | 1                  | 0                  | Parme, Atlanta, Stockholm                                             |
| Pologne        | 3     | 3                  | 0                  | 0                  | Delray Beach, Miami, Metz                                             |
| Royaume-Uni    | 3     | 3                  | 0                  | 0                  | Melbourne II, Cabo San Lucas, Indian Wells                            |
| Argentine      | 2     | 0                  | 2                  | 0                  | Córdoba, Buenos Aires                                                 |
| Croatie        | 2     | 1                  | 0                  | 1                  | Stuttgart, Saint-Pétersbourg                                          |
| Géorgie        | 2     | 1                  | 1                  | 0                  | Doha, Munich                                                          |
| Grèce          | 2     | 0                  | 2                  | 0                  | Monte-Carlo, Lyon                                                     |
| Afrique du Sud | 1     | 0                  | 0                  | 1                  | Newport                                                               |
| Belgique       | 1     | 1                  | 0                  | 0                  | Montpellier                                                           |
| Biélorussie    | 1     | 1                  | 0                  | 0                  | Winston-Salem                                                         |
| Chili          | 1     | 0                  | 1                  | 0                  | Santiago                                                              |
| Corée du Sud   | 1     | 1                  | 0                  | 0                  | Astana                                                                |
| France         | 1     | 0                  | 0                  | 1                  | Halle                                                                 |

### En double
| Joueur        | Période                  | Semaines | Cumul |
| ------------- | ------------------------ | -------- | ----- |
| Robert Farah  | 1er janvier - 4 avril    | 13       | 13    |
| Mate Pavić    | 5 avril - 17 octobre     | 28       | 28    |
| Nikola Mektić | 18 octobre - 7 novembre  | 3        | 3     |
| Mate Pavić    | 8 novembre - 31 décembre | 8        | 36    |

| Joueur                | Nombre | Titre(s)                                                                                           |
| --------------------- | ------ | -------------------------------------------------------------------------------------------------- |
| Nikola Mektić         | 9      | Antalya, Melbourne II, Rotterdam, Miami, Monte-Carlo, Rome, Eastbourne, Wimbledon, Jeux olympiques |
| Mate Pavić            | 9      | Antalya, Melbourne II, Rotterdam, Miami, Monte-Carlo, Rome, Eastbourne, Wimbledon, Jeux olympiques |
| Nicolas Mahut         | 4      | Roland-Garros, Queen's, Anvers, Masters                                                            |
| Tim Pütz              | 4      | Estoril, Lyon, Hambourg, Paris-Bercy                                                               |
| Simone Bolelli        | 3      | Santiago, Parme, Majorque                                                                          |
| Juan Sebastián Cabal  | 3      | Dubaï, Barcelone, Vienne                                                                           |
| Robert Farah          | 3      | Dubaï, Barcelone, Vienne                                                                           |
| Máximo González       | 3      | Santiago, Parme, Majorque                                                                          |
| Santiago González     | 3      | Stuttgart, Astana, Stockholm                                                                       |
| Pierre-Hugues Herbert | 3      | Roland-Garros, Queen's, Masters                                                                    |
| Joe Salisbury         | 3      | Toronto, US Open, San Diego                                                                        |
| Michael Venus         | 3      | Genève, Hambourg, Paris-Bercy                                                                      |
| Ariel Behar           | 2      | Delray Beach, Marbella                                                                             |
| Gonzalo Escobar       | 2      | Delray Beach, Marbella                                                                             |
| Marcel Granollers     | 2      | Madrid, Cincinnati                                                                                 |
| Harri Heliövaara      | 2      | Marseille, Moscou                                                                                  |
| Matwé Middelkoop      | 2      | Winston-Salem, Moscou                                                                              |
| Andrés Molteni        | 2      | Astana, Stockholm                                                                                  |
| Jamie Murray          | 2      | Melbourne I, Saint-Pétersbourg                                                                     |
| Hugo Nys              | 2      | Estoril, Lyon                                                                                      |
| John Peers            | 2      | Genève, Indian Wells                                                                               |
| Filip Polášek         | 2      | Open d'Australie, Indian Wells                                                                     |
| Rajeev Ram            | 2      | Toronto, US Open                                                                                   |
| Ken Skupski           | 2      | Acapulco, Sofia                                                                                    |
| Neal Skupski          | 2      | Acapulco, San Diego                                                                                |
| Bruno Soares          | 2      | Melbourne I, Saint-Pétersbourg                                                                     |
| Horacio Zeballos      | 2      | Madrid, Cincinnati                                                                                 |

| Joueur                | Début de carrière | Premier titre  |
| --------------------- | ----------------- | -------------- |
| Sander Arends         | 2012              | Båstad         |
| Ariel Behar           | 2006              | Delray Beach   |
| William Blumberg      | 2014              | Newport        |
| Tomislav Brkić        | 2008              | Buenos Aires   |
| Alexander Erler       | 2017              | Kitzbühel      |
| Gonzalo Escobar       | 2004              | Delray Beach   |
| Lloyd Glasspool       | 2013              | Marseille      |
| Hans Hach Verdugo     | 2012              | Cabo San Lucas |
| Harri Heliövaara      | 2008              | Marseille      |
| Marc-Andrea Hüsler    | 2015              | Gstaad         |
| Aslan Karatsev        | 2012              | Doha           |
| Rafael Matos          | 2013              | Córdoba        |
| Felipe Meligeni Alves | 2015              | Córdoba        |
| Lucas Miedler         | 2014              | Kitzbühel      |
| Reilly Opelka         | 2015              | Atlanta        |
| David Pel             | 2010              | Båstad         |
| Fernando Romboli      | 2006              | Umag           |
| Ivan Sabanov          | 2012              | Belgrade       |
| Matej Sabanov         | 2012              | Belgrade       |
| Jannik Sinner         | 2018              | Atlanta        |
| Lorenzo Sonego        | 2013              | Cagliari       |
| Dominic Stricker      | 2021              | Gstaad         |
| Andrea Vavassori      | 2015              | Cagliari       |
| David Vega Hernández  | 2012              | Umag           |
| Jan Zieliński         | 2014              | Metz           |

| Pays               | Nombre | Titres |
| ------------------ | ------ | --- |
| Croatie            | 11     | Antalya, Melbourne II, Open d'Australie, Rotterdam, Miami, Monte-Carlo, Belgrade, Rome, Eastbourne, Wimbledon, Jeux olympiques |
| Royaume-Uni        | 8      | Melbourne I, Marseille, Acapulco, Toronto, US Open, Sofia, San Diego, Saint-Pétersbourg                                        |
| Argentine          | 7      | Santiago, Madrid, Parme, Majorque, Cincinnati, Astana, Stockholm                                                               |
| Allemagne          | 6      | Estoril, Munich, Lyon, Halle, Hambourg, Paris-Bercy                                                                            |
| Brésil             | 5      | Melbourne I, Córdoba, Stuttgart, Umag, Saint-Pétersbourg                                                                       |
| États-Unis         | 5      | Newport, Cabo San Lucas, Atlanta, Toronto, US Open                                                                             |
| France             | 5      | Montpellier, Roland-Garros, Queen's, Anvers, Masters                                                                           |
| Italie             | 5      | Santiago, Cagliari, Parme, Majorque, Atlanta                                                                                   |
| Mexique            | 4      | Stuttgart, Cabo San Lucas, Astana, Stockholm                                                                                   |
| Pays-Bas           | 4      | Munich, Båstad, Winston-Salem, Moscou                                                                                          |
| Colombie           | 3      | Dubaï, Barcelone, Vienne |
| Espagne            | 3      | Madrid, Umag, Cincinnati |
| Finlande           | 3      | Montpellier, Marseille, Moscou                                                                                                 |
| Nouvelle-Zélande   | 3      | Genève, Hambourg, Paris-Bercy                                                                                                  |
| Australie          | 2      | Genève, Indian Wells |
| Équateur           | 2      | Delray Beach, Marbella |
| Monaco             | 2      | Estoril, Lyon |
| Slovaquie          | 2      | Open d'Australie, Indian Wells                                                                                                 |
| Uruguay            | 2      | Delray Beach, Marbella |
| Afrique du Sud     | 1      | Washington |
| Autriche           | 1      | Kitzbühel |
| Belgique           | 1      | Singapour |
| Biélorussie        | 1      | Belgrade II |
| Bosnie-Herzégovine | 1      | Buenos Aires |
| Israël             | 1      | Belgrade II |
| Japon              | 1      | Washington |
| Pologne            | 1      | Metz |
| Roumanie           | 1      | Halle |
| Russie             | 1      | Doha |
| Salvador           | 1      | Winston-Salem |
| Serbie             | 1      | Buenos Aires |
| Suisse             | 1      | Gstaad |

## Retraits du circuit
Date du dernier match ou de l'annonce entre parenthèses.
- Arthur De Greef (10/01/2021)
- Alexandr Dolgopolov (01/05/2021)
- Julian Knowle (02/06/2021)
- Martin Kližan (22/06/2021)
- Viktor Troicki (23/06/2021)
- Lu Yen-hsun (25/07/2021)
- Paolo Lorenzi (26/08/2021)
- Leonardo Mayer (07/10/2021)
- Jürgen Melzer (27/10/2021)
- Horia Tecău (18/11/2021)
- Robert Lindstedt (03/12/2021)
- Guillermo García López (30/12/2021)